# Stefanos Ntouskos
Stefanos Ntouskos (født 29. marts 1997) er en græsk roer.
Han repræsenterede Grækenland under sommer-OL 2016 i Rio de Janeiro, hvor han sluttede på en sjetteplads i letvægtsfirer..
Under sommer-OL 2020 i Tokyo, der blev afholdt i 2021, vandt han guld i singlesculler.